# Jimmy Maymann-Holler
Jimmy Maymann-Holler (født 19. oktober 1971) i Gislev på Fyn, er en dansk iværksætter, som er uddannet cand. merc. fra Odense Universitet og EMBA fra London Business School i  2005.
Udnævnt til administrerende direktør for verdens største internetavis, The Huffington Post i efteråret 2012. Jimmy Maymann-Holler var bestyrelsesformand for TV 2 fra 2018 til 2024. Han fratrådte fordi han var blevet chef i bettingfirmaet Superbet.

## Erhvervs biografi
- 1995 – stifter det digitale bureau, Neo Ideo, sammen med Morten Lund.
- 2000 –  sælger Neo Ideo til det amerikanske reklamebureau, Leo Burnett, og forsætter i Leo Burnett, hvor han senere bliver direktør.
- 2000-2011 –  ejer og administrerende direktør. i Maymann Holding ApS
- 2004-2006  –  formand for bestyrelsen i IMT Labs A/S
- 2007 –  direktør i GoViral.
- 2008 –   bestyrelsesmedlem i 365 Media Scandinavia A/S (Nyhedsavisen), som går konkurs samme år.
- 2009 –   direktions- og bestyrelsespost i M&M PROPERTIES ApS, som ejes af Claus Moseholm og hans eget firma Maymann Holding ApS.
- 2010-2011 –  ejer og administrerende direktør i M&R Invest ApS sammen med Rene Rechtman.
- 2011 –  solgte videobrandingsvirksomheden, GoViral, sammen med Claus Moseholm til amerikanske AOL Europe.
- 2011 –  AOL køber The Huffington Post og indsætter Jimmy Maymann-Holler med titlen, senior vice-president, i virksomheden.
- 2011 – formand  for bestyrelsen i Movellas ApS.
- 2012 –  bliver udnævnt til administrerende direktør for internetavisen, The Huffington Post, hvor han var til 2015 [2].
- 2017 - bliver bestyrelsesformand for møbelkæden Biva [3]